# Gerroidea
Super-famille
Les Gerroidea sont une super-famille d'insectes hétéroptères (punaises) semi-aquatiques, répartis sur l'ensemble des continents, et qui compte plus de 2 000 espèces. 

## Liste des familles
Selon ITIS (24 mars 2022) :
- famille des Gerridae Leach, 1815
- famille des Hermatobatidae Coutière & Martin, 1901
- famille des Veliidae Amyot & Serville, 1843

## Galerie

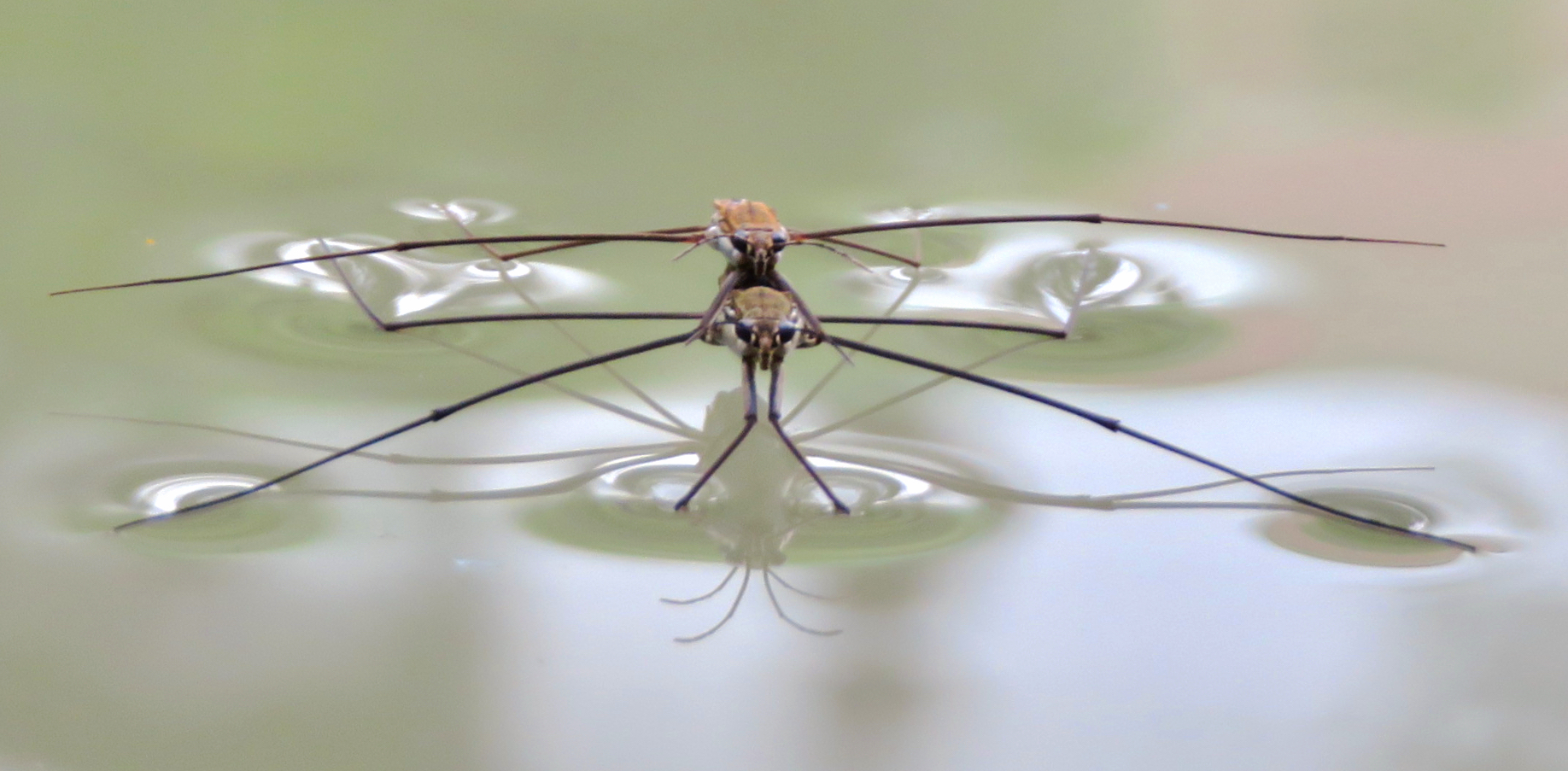
Gerridae.
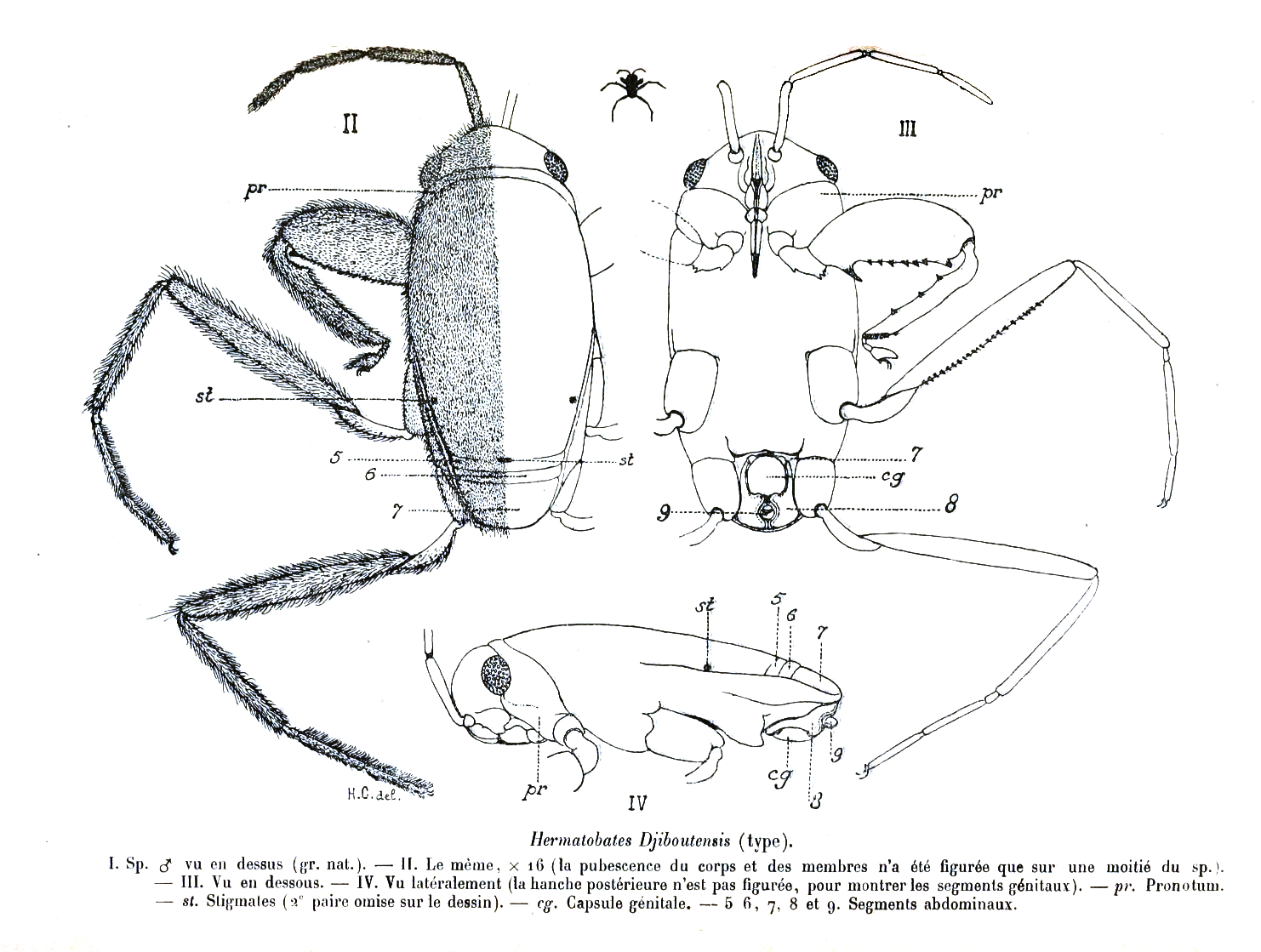
Hermatobatidae (Hermatobates djiboutensis).
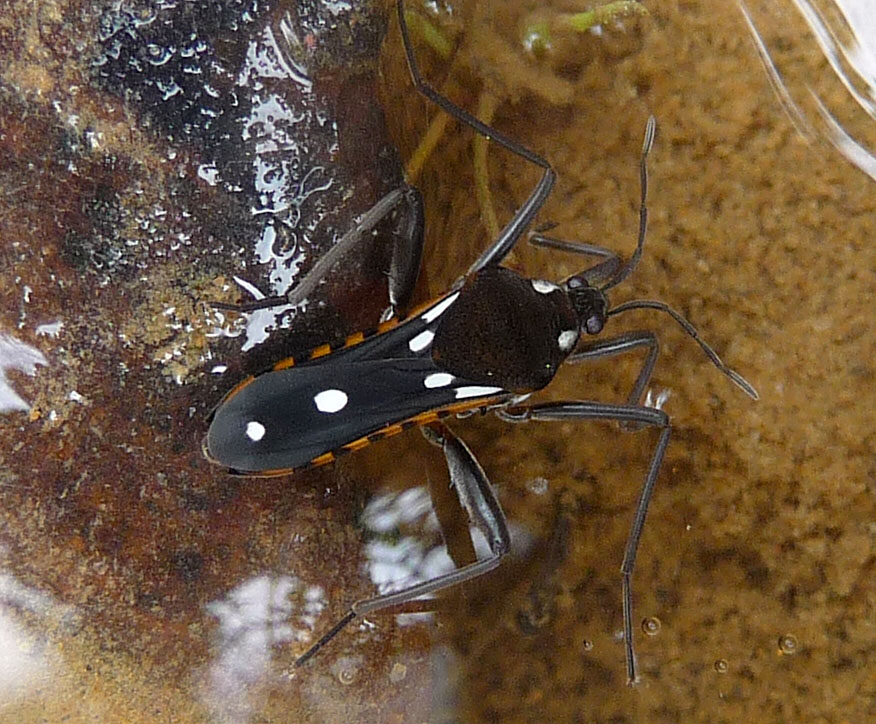
Veliidae (Velia rivulorum).